# Ignacio Aguaded
José Ignacio Aguaded Gómez (Huelva, 1962) es un catedrático español de la Universidad de Huelva.

## Biografía
Es un profesor de la Universidad de Huelva, especialista en tecnología educativa y educación en medios. Es el editor jefe de la revista Comunicar, y es miembro de consejos científicos de otras revistas y organizador y presidente de comités científicos como el Congreso Iberoamericano de Comunicación y Educación, Congreso Hispanoluso, Hacia una televisión de calidad y foro RTVE.
Es el investigador principal del grupo de investigación Agora de la Universidad de Huelva, presidente del Grupo Comunicar y presidente y fundador de la Red Interuniversitaria Euroamericana de Investigación en Competencias Mediáticas (ALFAMED). También ha desarrollado varios proyectos de investigación, para el Ministerio de Ciencia y Tecnología, Interreg III, E-learning, Alargamento e INTI de la Unión Europea.

## Docencia
Ha ejercido profesionalmente en los tres niveles del sistema educativo, contando con el rango de funcionario docente en Educación Primaria, Bachillerato y Universidad. Es doctor en psicopedagogía y licenciado en ciencias de la educación y filología hispánica. El primer ejercicio profesional en la Universidad se produjo en 1990 como coordinador de Investigación e Innovación en el ICE de la Universidad de Sevilla; entre 1992/1994 ejerció como profesor de Bachillerato; y desde 1993, al compás de la creación de la Universidad de Huelva, por concurso de méritos, en el Departamento de Educación, como funcionario en Comisión de Servicios, hasta la titularidad de Universidad en 2000. En 2009 accedió al grado de catedrático de universidad, con el perfil de Comunicación y Educación, y Tecnología Educativa, en el Área de Didáctica y Organización Escolar. Dirige en Máster Universitario en Comunicación y Educación Audiovisual, y dentro del Programa Interuniversitario de Doctorado en Comunicación, de la línea en Educomunicación y Alfabetización Mediática por la Universidad de Huelva.

## Publicaciones
Sus trabajos principalmente están dedicados a la innovación educativa y a la educomunicación, destacando la publicación de más de 80 libros y capítulos de libros, en editoriales como Ediciones Egregius, Ediciones Paidós, Grupo Comunicar, Editorial K.R., Ediciones Aljibe, Alianza Editorial, Editorial Síntesis y Netbiblo.